# W Series
W Series - це формульна серія перегонів виключно для жінок. Заснована у 2018 році за сприяння Девіда Култхарда та Едріана Ньюі. Перший сезон відбувся у 2019 за участі 20 гонщиць на 6 трасах.

## Історія
О створенні W Series було публічно оголошено 10 жовтня 2018 року. Серія була створена через брак можливостей для жінок будувати кар'єру у автоспорті і доходити до Формули 1. У якості техніки для перегонів були залучені однакові машини Формули 3 Tatuus T-318, які були підготовлені командою Hitech GP.

## Трансляції W Series в Україні
Починаючи зі сезону 2021 змагання можна побачити в Україні в етері Першого Автомобільного. 2021 року трансляції кваліфікацій відбувалися у записі безпосередньо перед трансляціями самих гонок наживо. Пізніше записи змагань з'являлися на офіційному YouTube каналі Першого Автомобільного. До роботи із Міжнародними автогоночними серіями повернувся "Кращий спортивний коментатор 2019" Автомобільної Федерації України Павло Воробйов. У сезон 2022 відбуваються лише покази гонок у запису.

## Чемпіонки

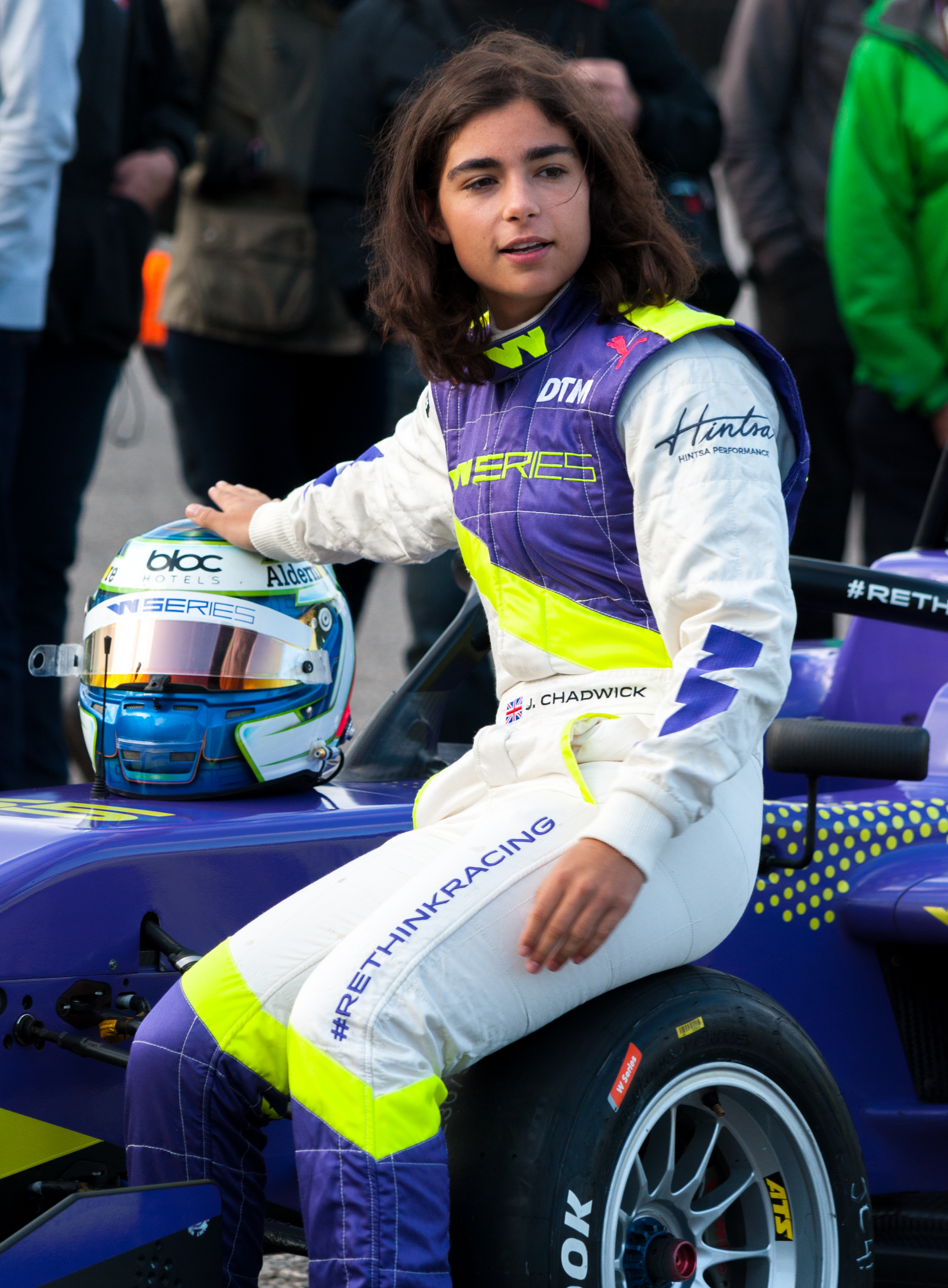
Переможниця першого сезону 2019р. Джеймі Чадвік.

| Сезон | Гонщиця       | Поулів      | Перемог     | Подіумів    | Швидких кіл | Очок        | Титул здобуто | Перевага в очках |
| ----- | ------------- | ----------- | ----------- | ----------- | ----------- | ----------- | ------------- | ---------------- |
| 2019  | Джеймі Чадвік | 3           | 2           | 5           | 0           | 110         | Гонка 6 із 6  | 10               |
| 2020  | не відбувся   | не відбувся | не відбувся | не відбувся | не відбувся | не відбувся | не відбувся   | не відбувся      |
| 2021  | Джеймі Чадвік | 4           | 4           | 7           | 3           | 159         | Гонка 8 із 8  | 27               |
| 2022  |               |             |             |             |             |             |               |                  |

1. ↑  W Series splits opinion among female racing drivers. ESPN (англ.). 11 жовтня 2018. Архів оригіналу за 11 січня 2020. Процитовано 11 січня 2020.